# Velika nagrada Avstrije 2014
Velika nagrada Avstrije 2014 je bila osma dirka svetovnega prvenstva Formule 1 v sezoni 2014. Odvijala se je 22. junija 2014 na dirkališču Red Bull Ring in bila prva dirka za Veliko nagrado Avstrije po letu 2003, ko je bila zadnjič prirejena na prejšnjem dirkališču A1-Ring na isti lokaciji. Po 71 krogih je zmagal Nico Rosberg iz moštva Mercedes, ki je dirko začel s tretjega štartnega položaja, drugo mesto je osvojil njegov moštveni kolega Lewis Hamilton, tretji pa je bil Valtteri Bottas iz moštva Williams.

## Poročilo
Dirko je z najboljšega štartnega položaja začel Felipe Massa iz moštva Williams, kar je bil njegov prvi najboljši štartni položaj po Veliki nagradi Brazilije 2008 in hkrati zadnji najboljši štartni položaj v njegovi karieri. Massa je bil eden od štirih dirkačev, ki so se že v preteklosti udeležili dirke za Veliko nagrado Avstrije, saj je nastopil leta 2002. Zadnje dirke leta 2003 so se udeležili Fernando Alonso, Kimi Räikkönen in Jenson Button. Massa je v sezoni 2014 postal prvi dirkač poleg Hamiltona in Rosberga, ki je osvojil najboljši štartni položaj. Drugi štartni položaj je osvojil njegov moštveni kolega Bottas, kar je bilo prvič po Veliki nagradi Nemčije 2003, da sta oba dirkača moštva Williams dirko začela iz prve vrste.
Po štartu je Massa vodil v prvem ovinku. Rosberg je prehitel Bottasa, vendar ga je tisti na naslednji ravnini znova prehitel. Hamilton je v prvem krogu napredoval za pet mest, saj je v prvem ovinku prehitel dva dirkalnika, nato pa še dva dirkalnika, ki sta se odpravljala proti drugemu ovinku, preden je v sedmem ovinku prehitel še Ferrarijevega dirkača Alonsa. S tem se je do konca prvega kroga prebil na četrto mesto in imel zaostanek 0,9 sekunde za moštvenim kolegom Rosbergom, kljub temu da je štartal z devetega položaja.
Moštvo Red Bull Racing je prvič nastopilo na svoji domači dirki. Njegov prvi dirkač Sebastian Vettel je imel tehnične težave, saj je v prvem krogu izgubil zagon in v drugem krogu poskušal odstopiti. Njegov dirkalnik je nato znova dobil zagon in je lahko nadaljeval, čeprav je do tega trenutka že imel zaostanek enega kroga. Vettel je nazadnje odstopil v 34. krogu, potem ko si je poškodoval sprednje krilo.
Na čelu sta dirkalnika moštva Mercedes med postanki v boksih uspela prehiteti dirkalnika moštva Williams. Rosberg je oba dirkača moštva Williams prehitel med prvimi postanki, Hamilton pa je med drugo vrsto postankov, kljub dvema počasnima postankoma, zasedel drugo mesto. Dobro dirko je odpeljal Sergio Pérez iz moštva Force India z drugačno strategijo uporabe pnevmatik, saj je zadnjih 16 krogov uporabljal le »super mehke« pnevmatike in prehitel McLarnovega dirkača Kevina Magnussena za uvrstitev na šesto mesto, kljub temu da je zaradi kazni štartal šele z enajstega položaja.
Pri Mercedesu sta se oba dirkača večji del dirke spopadala s pregrevanjem zavor. V 55. krogu so Hamiltona zadrževali dirkači, ki jih je prehiteval za krog, zaradi česar je izgubil približno sekundo. V zadnjih krogih je Hamilton postopoma dohiteval moštvenega kolega Rosberga. Kljub temu, da je zaradi počasnejših postankov v boksih zaostal za skupno 1,9 sekunde, je zadnji krog začel z 1,1 sekunde zaostanka. Nazadnje ni bil dovolj blizu moštvenemu kolegu, da bi se z njim boril za zmago in se je moral zadovoljiti z drugim mestom. Rosberg je prišel do tretje zmage v sezoni. Bottas je s tretjim mestom dosegel prve stopničke v svoji karieri. Massa je dirko končal na četrtem mestu s prednostjo približno ene sekunde pred Alonsom, oba pa sta za Rosbergom in Hamiltonom zaostala za več kot 17 sekund.

## Rezultati

### Kvalifikacije
| Poz  | Št | Dirkač            | Konstruktor          | 1. del   | 2. del   | 3. del    | Št. m. |
| ---- | -- | ----------------- | -------------------- | -------- | -------- | --------- | ------ |
| 1    | 19 | Felipe Massa      | Williams-Mercedes    | 1:10,292 | 1:09,239 | 1:08,759  | 1      |
| 2    | 77 | Valtteri Bottas   | Williams-Mercedes    | 1:10,356 | 1:09,096 | 1:08,846  | 2      |
| 3    | 6  | Nico Rosberg      | Mercedes             | 1:09,695 | 1:08,974 | 1:08,944  | 3      |
| 4    | 14 | Fernando Alonso   | Ferrari              | 1:10,405 | 1:09,479 | 1:09,285  | 4      |
| 5    | 3  | Daniel Ricciardo  | Red Bull-Renault     | 1:10,395 | 1:09,638 | 1:09,466  | 5      |
| 6    | 20 | Kevin Magnussen   | McLaren-Mercedes     | 1:10,081 | 1:09,473 | 1:09,515  | 6      |
| 7    | 26 | Daniil Kvjat      | Toro Rosso-Renault   | 1:09,678 | 1:09,490 | 1:09,619  | 7      |
| 8    | 7  | Kimi Räikkönen    | Ferrari              | 1:10,285 | 1:09,657 | 1:10,795  | 8      |
| 9    | 44 | Lewis Hamilton    | Mercedes             | 1:09,514 | 1,09,092 | Brez časa | 9      |
| 10   | 27 | Nico Hülkenberg   | Force India-Mercedes | 1:10,389 | 1:09,624 | Brez časa | 10     |
| 11   | 11 | Sergio Pérez      | Force India-Mercedes | 1:10,124 | 1:09,754 |           | 15     |
| 12   | 22 | Jenson Button     | McLaren-Mercedes     | 1:10,252 | 1:09,780 |           | 11     |
| 13   | 1  | Sebastian Vettel  | Red Bull-Renault     | 1:10,630 | 1:09,801 |           | 12     |
| 14   | 13 | Pastor Maldonado  | Lotus-Renault        | 1:10,821 | 1:09,939 |           | 13     |
| 15   | 25 | Jean-Éric Vergne  | Toro Rosso-Renault   | 1:10,161 | 1:10,073 |           | 14     |
| 16   | 8  | Romain Grosjean   | Lotus-Renault        | 1:10,461 | 1:10,642 |           | PL     |
| 17   | 99 | Adrian Sutil      | Sauber-Ferrari       | 1:10,825 |          |           | 16     |
| 18   | 21 | Esteban Gutiérrez | Sauber-Ferrari       | 1:11,349 |          |           | 17     |
| 19   | 17 | Jules Bianchi     | Marussia-Ferrari     | 1:11,412 |          |           | 18     |
| 20   | 10 | Kamui Kobajaši    | Caterham-Renault     | 1:11,673 |          |           | 19     |
| 21   | 4  | Max Chilton       | Marussia-Ferrari     | 1:11,775 |          |           | 21     |
| 22   | 9  | Marcus Ericsson   | Caterham-Renault     | 1:12,673 |          |           | 20     |
| Vir: |    |                   |                      |          |          |           |        |

### Dirka
| Poz  | Št | Dirkač            | Konstruktor          | Krogi | Čas/Odstop  | Št. m. | Toč |
| ---- | -- | ----------------- | -------------------- | ----- | ----------- | ------ | --- |
| 1    | 6  | Nico Rosberg      | Mercedes             | 71    | 1:27:54,976 | 3      | 25  |
| 2    | 44 | Lewis Hamilton    | Mercedes             | 71    | +1,932      | 9      | 18  |
| 3    | 77 | Valtteri Bottas   | Williams-Mercedes    | 71    | +8,172      | 2      | 15  |
| 4    | 19 | Felipe Massa      | Williams-Mercedes    | 71    | +17,357     | 1      | 12  |
| 5    | 14 | Fernando Alonso   | Ferrari              | 71    | +18,553     | 4      | 10  |
| 6    | 11 | Sergio Pérez      | Force India-Mercedes | 71    | +28,546     | 15     | 8   |
| 7    | 20 | Kevin Magnussen   | McLaren-Mercedes     | 71    | +32,031     | 6      | 6   |
| 8    | 3  | Daniel Ricciardo  | Red Bull-Renault     | 71    | +43,522     | 5      | 4   |
| 9    | 27 | Nico Hülkenberg   | Force India-Mercedes | 71    | +44,137     | 10     | 2   |
| 10   | 7  | Kimi Räikkönen    | Ferrari              | 71    | +47,777     | 8      | 1   |
| 11   | 22 | Jenson Button     | McLaren-Mercedes     | 71    | +50,966     | 11     |     |
| 12   | 13 | Pastor Maldonado  | Lotus-Renault        | 70    | +1 krog     | 13     |     |
| 13   | 99 | Adrian Sutil      | Sauber-Ferrari       | 70    | +1 krog     | 16     |     |
| 14   | 8  | Romain Grosjean   | Lotus-Renault        | 70    | +1 krog     | PL     |     |
| 15   | 17 | Jules Bianchi     | Marussia-Ferrari     | 69    | +2 kroga    | 18     |     |
| 16   | 10 | Kamui Kobajaši    | Caterham-Renault     | 69    | +2 kroga    | 19     |     |
| 17   | 4  | Max Chilton       | Marussia-Ferrari     | 69    | +2 kroga    | 21     |     |
| 18   | 9  | Marcus Ericsson   | Caterham-Renault     | 69    | +2 kroga    | 20     |     |
| 19   | 21 | Esteban Gutiérrez | Sauber-Ferrari       | 69    | +2 kroga    | 17     |     |
| Ods  | 25 | Jean-Éric Vergne  | Toro Rosso-Renault   | 59    | Zavore      | 14     |     |
| Ods  | 1  | Sebastian Vettel  | Red Bull-Renault     | 34    | Elektronika | 12     |     |
| Ods  | 26 | Daniil Kvjat      | Toro Rosso-Renault   | 24    | Vzmetenje   | 7      |     |
| Vir: |    |                   |                      |       |             |        |     |